# Orthochela
Orthochela is een geslacht van kreeftachtigen uit de klasse van de Malacostraca (hogere kreeftachtigen).

## Soort
- Orthochela pumila Glassell, 1936